# Tuochuan (köpinghuvudort i Kina, Jiangxi Sheng, lat 28,15, long 115,66)
Tuochuan är en köpinghuvudort i Kina. Den ligger i provinsen Jiangxi, i den sydöstra delen av landet, omkring 63 kilometer söder om provinshuvudstaden Nanchang. Antalet invånare är 55 282. Befolkningen består av 25 542 kvinnor och 29 740 män. Barn under 15 år utgör 19,0 %, vuxna 15-64 år 72 %, och äldre över 65 år 7,0 %.
Runt Tuochuan är det tätbefolkat, med 459 invånare per kvadratkilometer. Närmaste större samhälle är Rongtang, 7,3 km sydost om Tuochuan. Trakten runt Tuochuan består till största delen av jordbruksmark.
Genomsnittlig årsnederbörd är 2 190 millimeter. Den regnigaste månaden är juni, med i genomsnitt 367 mm nederbörd, och den torraste är oktober, med 28 mm nederbörd.